# Лермонтовский рудник № 1
Рудник № 1 — бывшее уранодобывающее предприятие входившее в структуру Лермонтовского Горно-химического рудоуправления. Расположено на горе Бештау неподалёку от города Лермонтов Ставропольского края. Ликвидировано в 1975 году. В настоящее время является объектом интереса диггеров.

## История

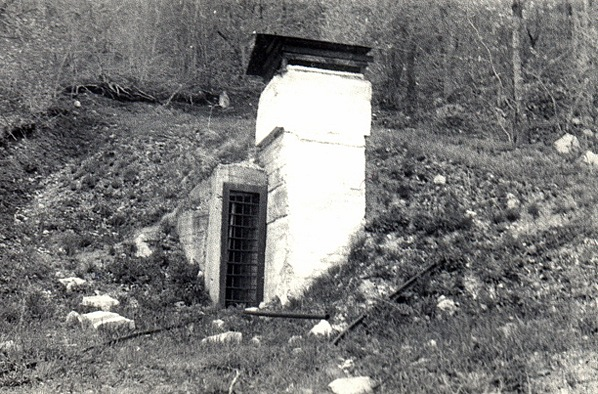
Оголовок вентиляционной шахты

В 1944 году специализированная партия «Кольцовская экспедиция» первого главного геологического управления Мингео СССР (ГРП-1) обнаружила промышленные запасы урана на горе Бештау. Постановлением Совета Министров СССР от 1949 года была начата разработка Бештаугорского уранового месторождения. Уже в августе 1950 года форсированными темпами были созданы «Западный» и «Восточный» рудники, которые вели доразведку месторождений и проходку основных штолен, вскрывающие месторождение. В 1952 году рудники объединяют в предприятие «Рудник № 1». Спустя два года активного строительства, в первом квартале 1954 года, Рудник № 1 официально вводится в эксплуатацию. Параллельно начинаются работы по проходке штолен на Руднике № 2 на горе Бык. Уже через несколько месяцев у подножья горы Бештау строится рабочий Посёлок № 1. В нём получили прописку не только шахтёры, но и многие другие специалисты, приехавшие на предприятие по распределению.
В 1958 году Рудник № 1 достиг проектной производительности, была произведена полная реконструкция вентиляции. В таком режиме предприятие проработало до 1974 года. Начиная с 1972 план добычи начал снижаться. Спустя три года, после отработки основных балансовых запасов, принимается решение о закрытии рудника. 31 августа 1975 года на дневную поверхность горы Бештау была выдана последняя вагонетка с урановой рудой, после чего рудник был ликвидирован. В следующие два месяца проведён демонтаж основного оборудования. Первичная рекультивация шла до 1986 года. Штольни закрывались, отвалы облагораживались, производилась дезактивация поверхности горы.
Основная причина закрытия Рудника № 1 — исчерпание запасов руды, что сделало экономически невыгодным продолжение дальнейшей разработки Бештаугорского уранового месторождения. За время работы предприятия было пройдено свыше 200 км вертикальных и горизонтальных подземных горных выработок.

### Руководство предприятия
На руднике за всё время его существования поменялось 8 начальников и 8 главных инженеров. Начальниками Рудника № 1 в свое время работали:
- Пригожин Е. И. — 1952—1953 гг.
- Хетагуров Г. В. — 1953—1955 гг.
- Третьяков И. Н. — 1955—1957 гг.
- Попов В. И. — 1957—1959 гг.
- Ульянов В. С. — 1959—1962 гг.
- Крапивин С. В. — 1962—1968 гг.
- Лазаревич К. Г. — 1968—1970 гг.
- Вольхин Н. А. — 1970—1973 гг.
- Климов М. Ф. — 1973—1975 гг.

## Работа на руднике
На предприятии трудилось много приезжих специалистов и простых местных рабочих. Существует заблуждение, что на рудниках использовали исключительно труд зеков-смертников, но это не так, заключенные участвовали только в проходке 32-й штольни и на строительстве рабочего посёлка Лермонтовский (ныне город Лермонтов). Оплата труда была довольно высокой. Несмотря на высокую секретность объекта, шахтёры с самого начала были осведомлены о специфике горнодобывающего предприятия, однако по официальным документах на руднике шла добыча полиметаллических руд. Немало работников имели проблемы со здоровьем, случались и чрезвычайные происшествия. Многие горняки болели профессиональными заболеваниями. Самые распространенные из них — силикоз, «перфораторная болезнь», онкологические заболевания органов дыхания. При первых симптомах рабочих сразу же отправляли на лечение за счёт предприятия. Всего на Руднике № 1 трудилось порядка 1200 человек. Шахтёры работали в три смены бригадами по 10 человек. Доставка трудящихся к месту работы производилась от железнодорожного разъезда «Лермонтовский» на грузовых автомашинах, оборудованных съёмными сидениями. Далее горняков доставляли электровозами на прицепных пассажирских вагончиках до главных шахтных стволов, где поднимали и опускали подъёмными машинами в клетях. Безопасность на руднике обеспечивали специализированные ведомственные вооружённые подразделения военизированной охраны СССР (ВОХР). Посты охраны располагались на всех участках. Велось круглосуточное дежурство. Административный корпус рудоуправления долгое время был под надзором штата КГБ СССР.

### Производственный процесс
Процесс добычи шёл по следующему методу: штольни соединяли квершлаги, идущие по пустой породе в крест простирания рудного тела. С квершлагов били штреки по рудным телам. Взрывники заряжали шпуры взрывчаткой и производили подрыв блока, через некоторое время начинались очистные работы. Руду породопогрузочными машинами грузили в вагонетки и отправляли до рудоспусков. Внизу, на откаточном горизонте, руду собирали в бункеры, снова загружали в вагонетки и вывозили «на гора». В состав обычно входило 15 вагонов. Электровозом руда транспортировалась к 32-й штольне, устье которой находилось на территории завода первичного обогащения. Пустая порода вывозилась на дневную поверхность горы и складировалась в отвалах. Отвалы имелись у устья почти каждой штольни. В первые годы работы руду с горы возили грузовиками. После строительства железной дороги между 32-й штольней и комбинатом необходимость в автоперевозках отпала.
На западном склоне горы Бештау был возведён завод первичного обогащения (нынешний ООО «ЭМЗ»). В комплексе располагалась дробилка с вибрационной мельницей и железнодорожная погрузочная станция с сортировочной установкой. На цокольный этаж главного цеха выходила штольня откаточного горизонта (шт. 32). Вагонетки с рудой поступали на разгрузочную станцию. По конвейеру руда подавалась на вибрационную мельницу и после измельчения попадала в многоярусную сортировочную установку. Полученный качественный продукт загружали на открытые платформы и локомотивом доставляли до перерабатывающего завода по ведомственной ж/д линии.

## Структура

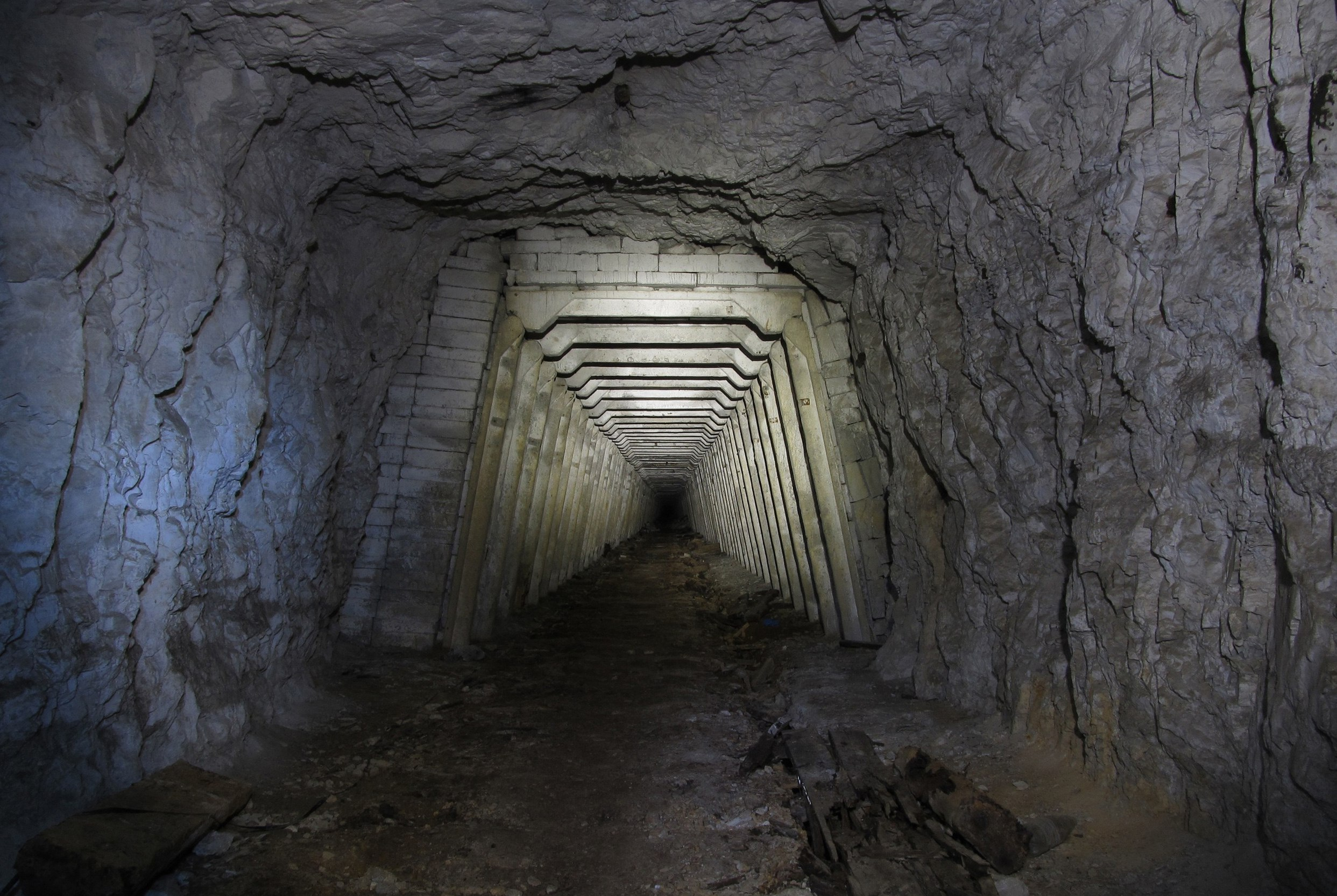
Штольня № 31

Рудник включал в себя свыше 40 штолен, расположенных на 13 горизонтах, расстояние между которыми составляет примерно 25-30 метров. Самый нижний, откаточный, находился на отметке 720 м, самый верхний — 1085 метров. Горизонты соединялись двумя капитальными шахтными стволами — «Восточный» и «Центральный». Проходка шахты «Восточная» была начата в 1951 году, ствол обслуживал северо-восточное крыло рудника. Параллельно возводился ствол «Центральный» Западного рудника. Руда с верхних штолен (1030—1080 м) доставлялась рудоспусками на горизонт 14-й штольни (1002 м), после чего вагонетками спускалась по «Восточному» стволу до главного откаточного горизонта 720 м. После проходки капитального рудоспуска производительность очистных работ многократно увеличилась.
Вентиляция осуществлялась нагнетанием свежего воздуха в выработки тремя вентиляторами главного проветривания, сооружённых на флангах рудника. Свежий воздух поступал в систему с отметки 880 метров через каскад вентиляционных восстающих до нижнего откаточного горизонта. Верхние горизонты принудительно вентилировались через ствол «Восточный», под землёй также работали небольшие вентиляторы местного проветривания. В отличие от Рудника № 2, где рудные тела компактно расположены друг к другу в центре горного массива, система «первого» простирается вдоль мощных жильных систем с запад на восток. Главные шахтные стволы находятся в непосредственной близости к восточной и западной зоне оруденения, а вскрывающие месторождения штольни пройдены с юга на север. Отработка центральных рудных тел велась в очистных блоках, расположенных параллельно полевому штреку между стволами.

## Бештаугорское месторождение

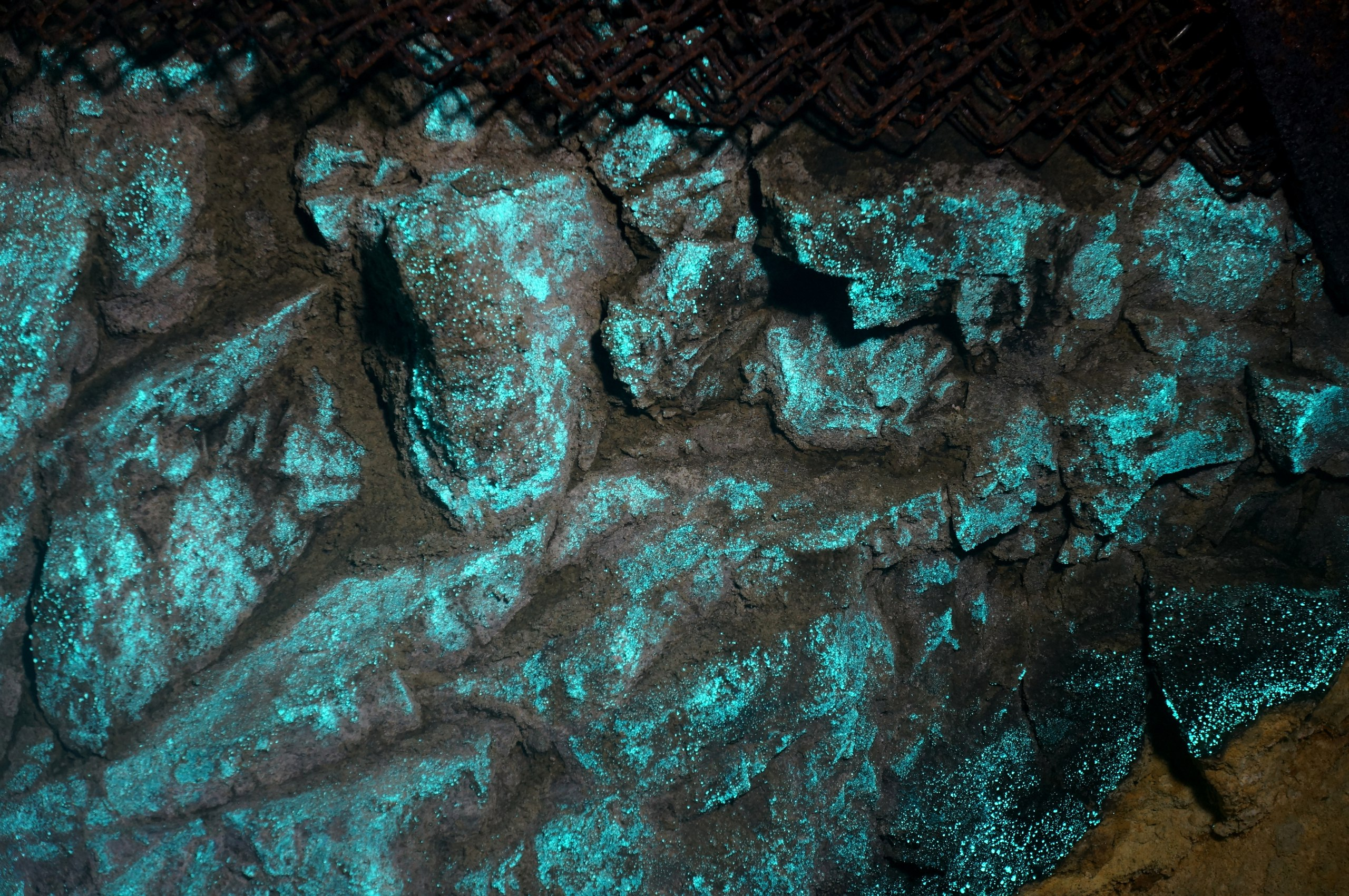
Вторичные урановые минералы в УФ-свете

Бештаугорское месторождение по характеру залегания рудных тел относится к жильному типу и заключается в интрузивных породах трахилипаритового и липаритового состава, слагающих лакколит — караваеобразное интрузивное рудное тело. В составе преобладают оксиды и водные фосфаты (слюдки) урана. Реже встречается урансодержащий титаново-редкоземельный минерал давидит и найденный только на Бештау водный фосфат урана, церия и кальция — лермонтовит. Промышленные запасы урана находились в жильных системах Скала (99 % запасов в 60 рудных телах) и Гремучка (0,8 % запасов). Главным источником урана в рудах месторождения являются урановые черни, особенно широко распространённые в зоне цементации (ниже зоны окисления, откуда уран вынесен практически полностью). По горно-геологическим условиям месторождение считается сложным. Оно представлено серией рудоносных жил мощностью от 0,5 до 60 метров. Руды различной крепости, склонные к самообрушению. Коэффициент рудоносности некоторых тел был крайне низким. Месторождение считается отработанным.

## Текущее положение
После закрытия предприятия и распада СССР, открытые штольни привлекли «охотников за металлом». В последующие годы местные жители активно выносили цветной лом из заброшенного рудника, невзирая на повышенный радиационный фон внутри штолен. В конце 1990-х были предприняты первые попытки капитально закрыть доступ в подземные выработки, однако устья штолен продолжали вскрываться. В период с 1990 по 2010 год из рудника был украден практически весь цветной и чёрный металл. Сейчас штольни Бештау представляют собой пещеры с голыми бетонными креплениями и остатками ещё не украденных рельс. С 2005 года подземельями заинтересовались диггеры, которые регулярно посещали заброшенные штольни ради острых ощущений, красивых фотографий и получения знаний о некогда секретном предприятии.
В 2012 году из федерального бюджета было выделено свыше 300 миллионов рублей на рекультивацию объектов гидрометаллургического завода и урановых рудников № 1 и № 2 бывшего предприятия «ГХРУ» в рамках реализации федеральной целевой программы «Обеспечение ядерной и радиационной безопасности на 2008 год и на период до 2015 года». В ходе рекультивации были дезактивированы участки с повышенным радиационным фоном и забетонированы некоторые непогашенные устья штолен.
По состоянию на 2021 год на Бештау всё ещё имеются открытые входы в рудник, состояние выработок удовлетворительное. В штольне № 16 действует скважина № 113, на её базе функционирует Верхняя радоновая лечебница г. Пятигорска. Радоновая вода с отметки 722 м самоизливом поступает по радонопроводу длиной 8,5 км в накопительные резервуары, а из них в лечебницу. Концентрация радона-222 в воде Бештаугоского месторождения довольно высокая — до 5,0-6,5 кБк/л (или до 180—240 нКи/л).

### Экологическая обстановка

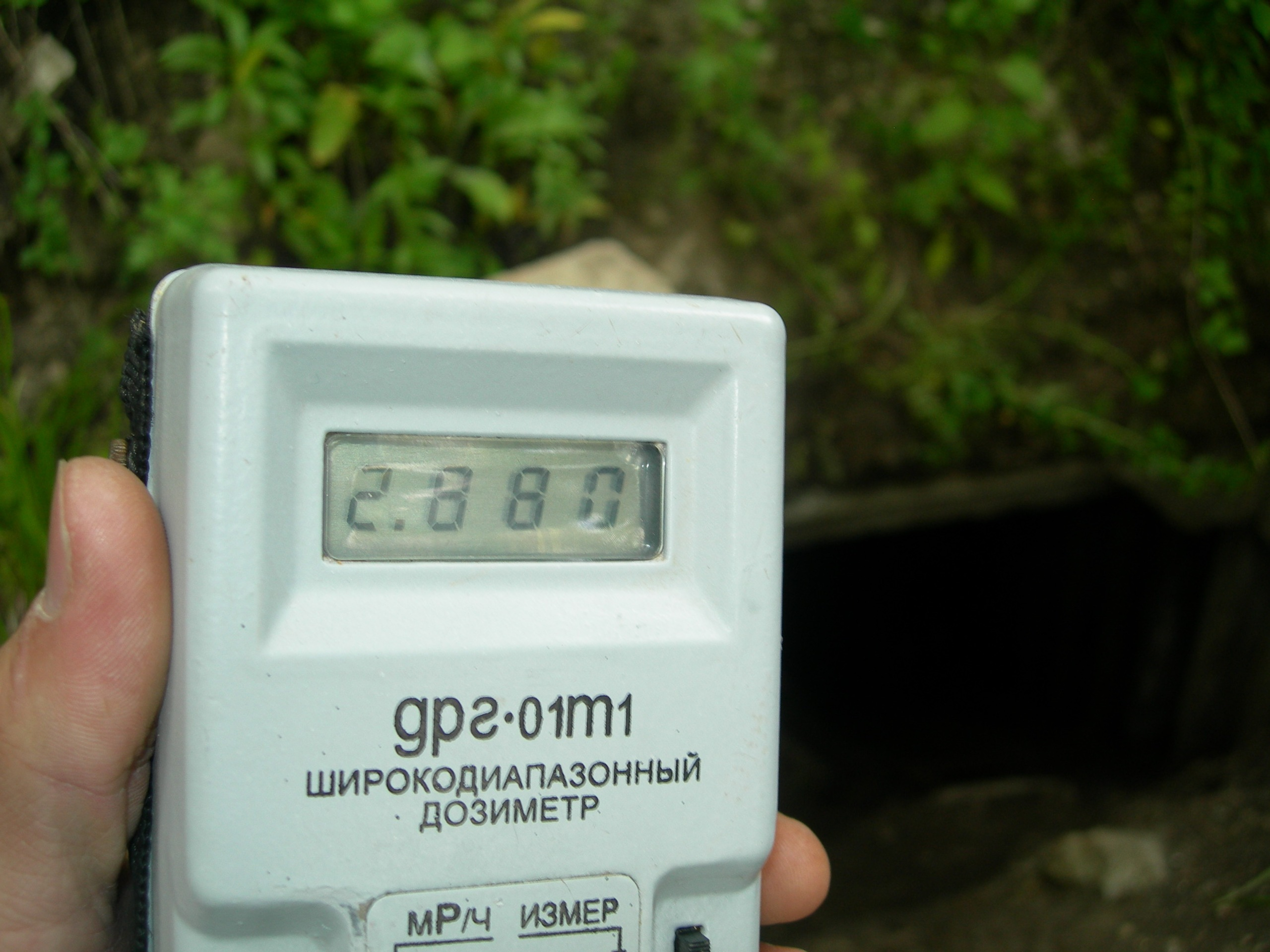
Высокая радиация около устья штольни

Урановая промышленность Горно-химического рудоуправления г. Лермонтов наложила весьма негативный отпечаток на экологию Кавказских Минеральных Вод. За время работы Лермонтовского рудника на поверхности горы Бештау образовалось множество отвалов горной породы, общей площадью 365 тыс. кв. метров. Пустая порода содержит радиоактивные изотопы урана, тория и радия.
В ходе широкомасштабной рекультивации 2012—2015 года большинство отвалов облагородили, загрязнённый радионуклидами грунт был снят, высажены молодые растения. Однако на некоторых местах на поверхности горы мощность дозы гамма-излучения до сих пор превышает норму в несколько раз. Куда бо́льшую опасность представляют непогашенные устья штолен. Внутри выработок концентрация радона достигает объёмной активности 60 000 Бк/м³. Эксхаляция радона из штолен также вносит вклад в дозу годового облучения для жителей г. Лермонтов.

### Посещение заброшенных штолен
Заброшенный урановый рудник привлекает не только охотников за металлом, но и любителей экстрима. Несмотря на тщетные попытки контролирующих органов полностью закрыть доступ в рудник, по состоянию на 2018 год по меньшей мере 5 штолен остаются открытыми для свободного посещения. Основной опасностью для здоровья является вдыхание радиоактивного газа радона и его дочерних продуктов распада. Сразу после вывода рудника из эксплуатации, полностью перестала работать система шахтной вентиляции, летом в тупиковых и не проветриваемых выработках концентрации радона могут достигать опасных величин. В 2018 году специалистами Института геоэкологии им. Е. М. Сергеева РАН были проведены исследования по изучению радоновой эксхаляции на поверхности горы Бештау. Также инициативной группой совместно с местной лабораторией радиационного контроля была проведена радоновая съемка и на открытых устьях штолен. По результатам анализа, средняя эквивалентная равновесная объёмная активность дочерних продуктов радона составила 200 кБк/м³ (безопасной по «НРБ-99/2009» считается объёмная активность, не превышающая значения 0,2 кБк/м³). Регулярное посещение заброшенного уранового рудника вносит значительный вклад во внутреннее облучение организма, особенно страдают дыхательные пути. Вопрос о полной ликвидации устьев штолен до сих пор остается открытым.